# Liste der Biografien/Fav
Liste der Biografien |
Portal Biografien |
Personensuche
# |
A |
B |
C |
D |
E |
F |
G |
H |
I |
J |
K |
L |
M |
N |
O |
P |
Q |
R |
S |
T |
U |
V |
W |
X |
Y |
Z |
?
 
Fa |
Fe |
Ff |
Fh |
Fi |
Fj |
Fk |
Fl |
Fm |
Fn |
Fo |
Fr |
Ft |
Fu |
Fy
 
Faa |
Fab |
Fac |
Fad |
Fae |
Faf |
Fag |
Fah |
Fai |
Faj |
Fak |
Fal |
Fam |
Fan |
Fao |
Fap |
Faq |
Far |
Fas |
Fat |
Fau |
Fav |
Faw |
Fax |
Fay |
Faz
Die Liste der Biografien führt alle Personen auf, die in der deutschsprachigen Wikipedia einen Artikel haben. Dieses ist eine Teilliste mit 123 Einträgen von Personen, deren Namen mit den Buchstaben „Fav“ beginnt.

## Fav

### Fava
- Fava, Claudio (* 1957), italienischer Journalist, Autor und Politiker, Mitglied der Camera dei deputati, MdEP
- Fava, Dino (* 1977), italienischer Fußballspieler
- Fava, Elena (1950–2015), italienische Ärztin und Antimafia-Aktivistin
- Fava, Francesco Saverio (1832–1913), italienischer Diplomat und Politiker
- Fava, Franco (* 1952), italienischer Leichtathlet
- Fava, Giuseppe (1925–1984), italienischer Journalist, Schriftsteller und Dramatiker
- Favagrossa, Carlo (1888–1970), italienischer General
- Favale, Giuseppe (* 1960), italienischer Geistlicher und römisch-katholischer Bischof von Conversano-Monopoli
- Favali, Matheus (* 1996), brasilianischer Fußballspieler
- Favalli, Giuseppe (* 1972), italienischer Fußballspieler
- Favalli, Pierino (1914–1986), italienischer Radrennfahrer
- Favalora, John (* 1935), US-amerikanischer Geistlicher, römisch-katholischer Erzbischof von Miami
- Favaloro, René (1923–2000), argentinischer ArztRené Favaloro (1923–2000)

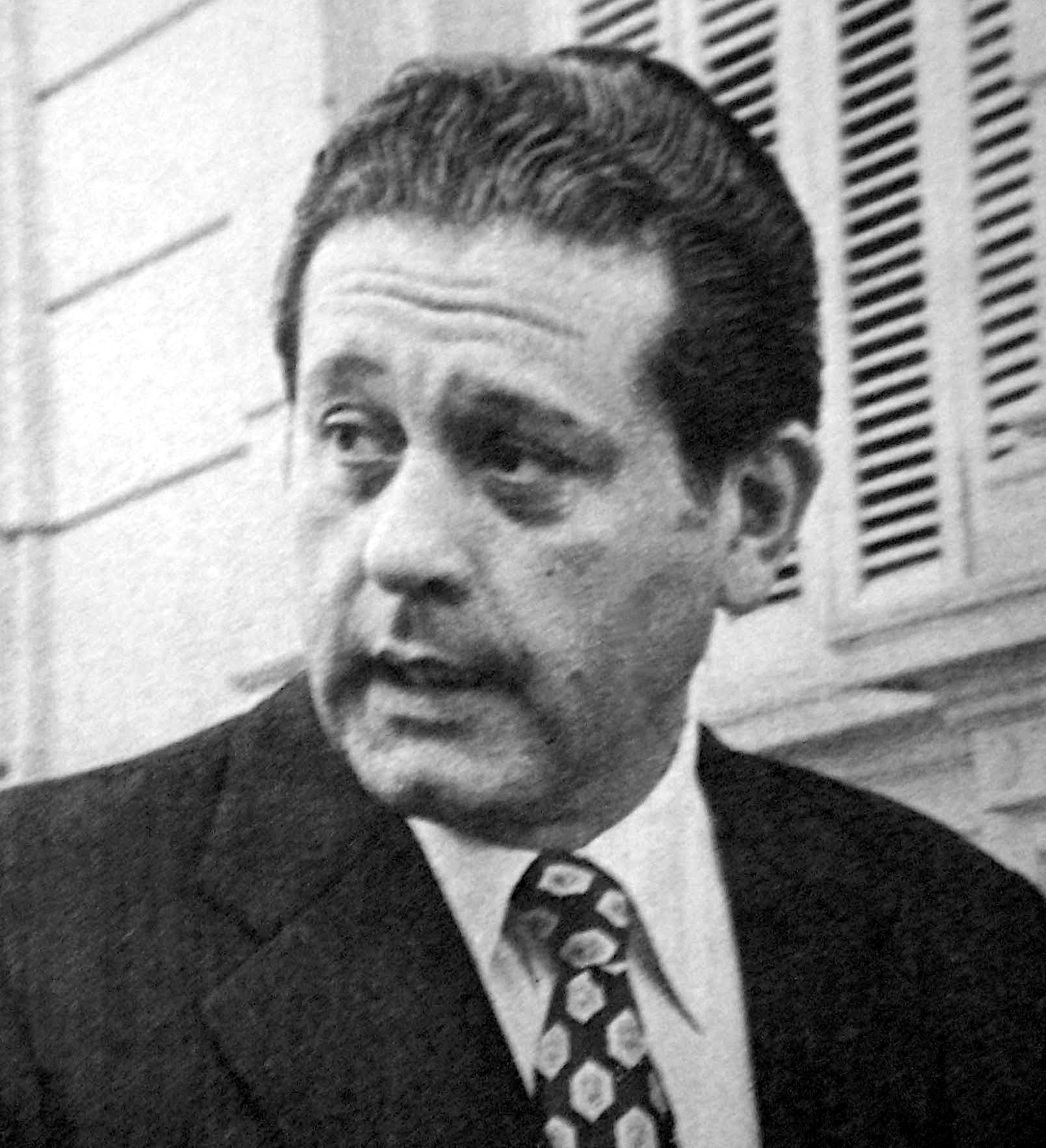
René Favaloro (1923–2000)

- Favanne, Henri de (1668–1752), französischer Maler
- Favard, Jean (1902–1965), französischer Mathematiker
- Favaretto Fisca, Giovanni (1902–1986), italienischer Politiker, Bürgermeister von Venedig
- Favaretto, Giorgio (1902–1986), italienischer Pianist
- Favaretto, Lara (* 1973), italienische Plastikerin und Installationskünstlerin
- Favaretto, Martina (* 1995), italienische Leichtathletin
- Favarger, Albert (1851–1931), Schweizer Ingenieur, Elektrotechniker und Unternehmer
- Favarger, Charles (1809–1882), Schweizer Politiker, Anwalt und Notar
- Favarger, Pierrette (1924–2015), Schweizer Keramikerin
- Favaro, Antonio (1847–1922), italienischer Wissenschaftshistoriker
- Favaro, Giorgio (1944–2002), italienischer Radrennfahrer
- Favart, Charles-Nicolas (1749–1806), französischer Schauspieler und Schriftsteller
- Favart, Charles-Simon (1710–1792), französischer Opern- und Komödiendichter
- Favart, Jacques (1920–1980), französischer Eiskunstläufer und Sportfunktionär
- Favata, Enzo (* 1956), italienischer Jazzmusiker (Saxophone, Bassklarinette, Komposition)
- Favazzo, Sabrina (* 1989), Schweizer Unihockeyspielerin

### Fave
- Favé, Fañch (1905–1951), französischer Radrennfahrer
- Favella, Anna (* 1983), italienische Schauspielerin
- Favenc, Ernest (1845–1908), britischer Entdecker
- Favennec-Bécot, Yannick (* 1958), französischer Politiker, Mitglied der Nationalversammlung
- Favera, Mario dalla (1926–1955), italienischer Automobilrennfahrer
- Faverani, Renato (* 1969), italienischer Fußballschiedsrichter
- Faverani, Vítor (* 1988), brasilianischer Basketballspieler
- Favere, Gérard (1903–1975), belgischer Komponist und Dirigent
- Favereo, Joannino, deutscher Komponist und Hofkapellmeister
- Favero, Luciano (* 1957), italienischer Fußballspieler
- Favero, Vito (1932–2014), italienischer Radrennfahrer
- Faversham, William (1868–1940), britischer Schauspieler
- Favez, Charles (1885–1960), Schweizer klassischer Philologe
- Favez, Enriqueta (1791–1856), Schweizer Ärztin, die als Mann praktizierte

### Favi
- Favier, Charlène (* 1985), französische Drehbuchautorin, Filmproduzentin und RegisseurinCharlène Favier (* 1985)

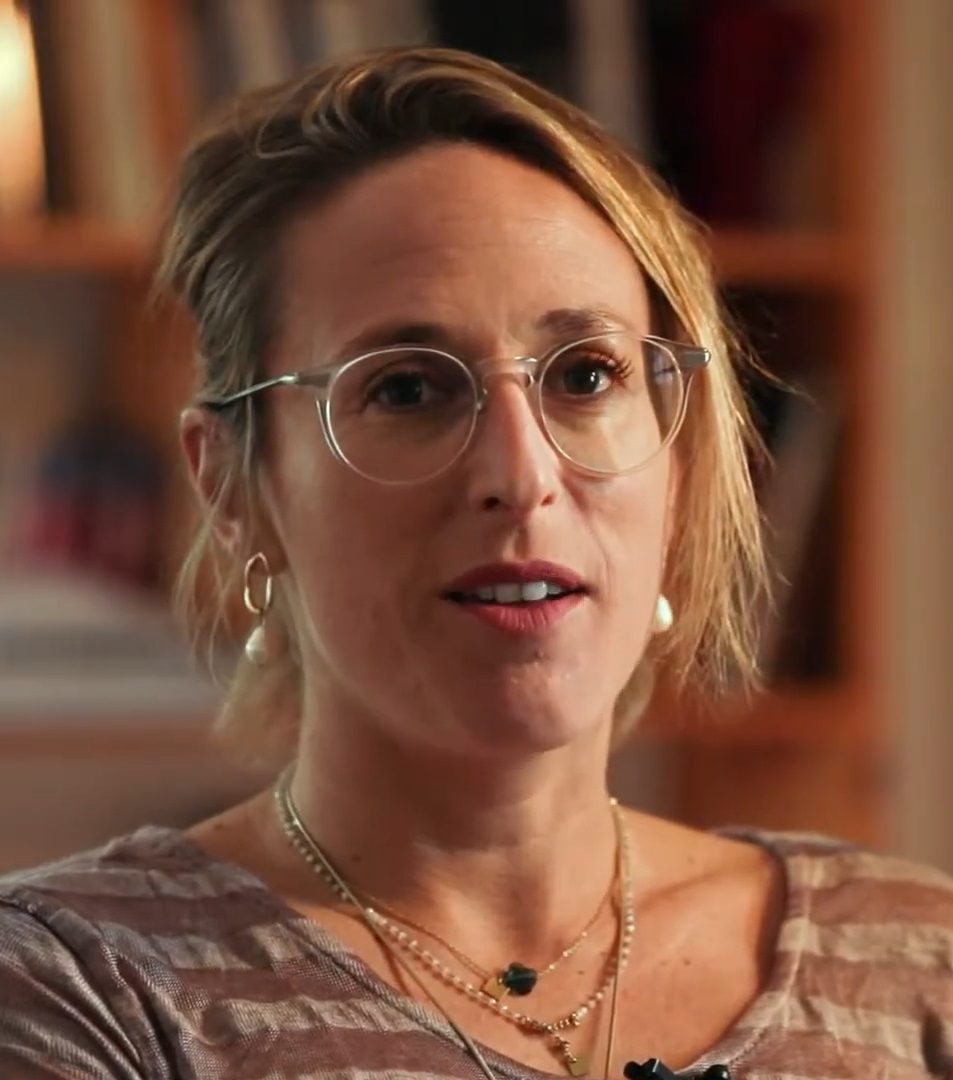
Charlène Favier (* 1985)

- Favier, Denis (* 1959), französischer Général d’armée und Direktor der Gendarmerie nationale
- Favier, Jean (* 1648), französischer Tänzer und Choreograf
- Favier, Jean (1932–2014), französischer Mediävist
- Favier, Jean-Jacques (1949–2023), französischer Astronaut
- Favilla, Guglielmo (* 1981), italienischer Schauspieler, Regisseur, Drehbuchautor und Synchronsprecher
- Faville, Oran (1817–1872), US-amerikanischer Politiker
- Favilli, Andrea (* 1997), italienischer Fußballspieler
- Favilli, Elia (* 1989), italienischer Straßenradrennfahrer
- Favino, Pierfrancesco (* 1969), italienischer FilmschauspielerPierfrancesco Favino (* 1969)

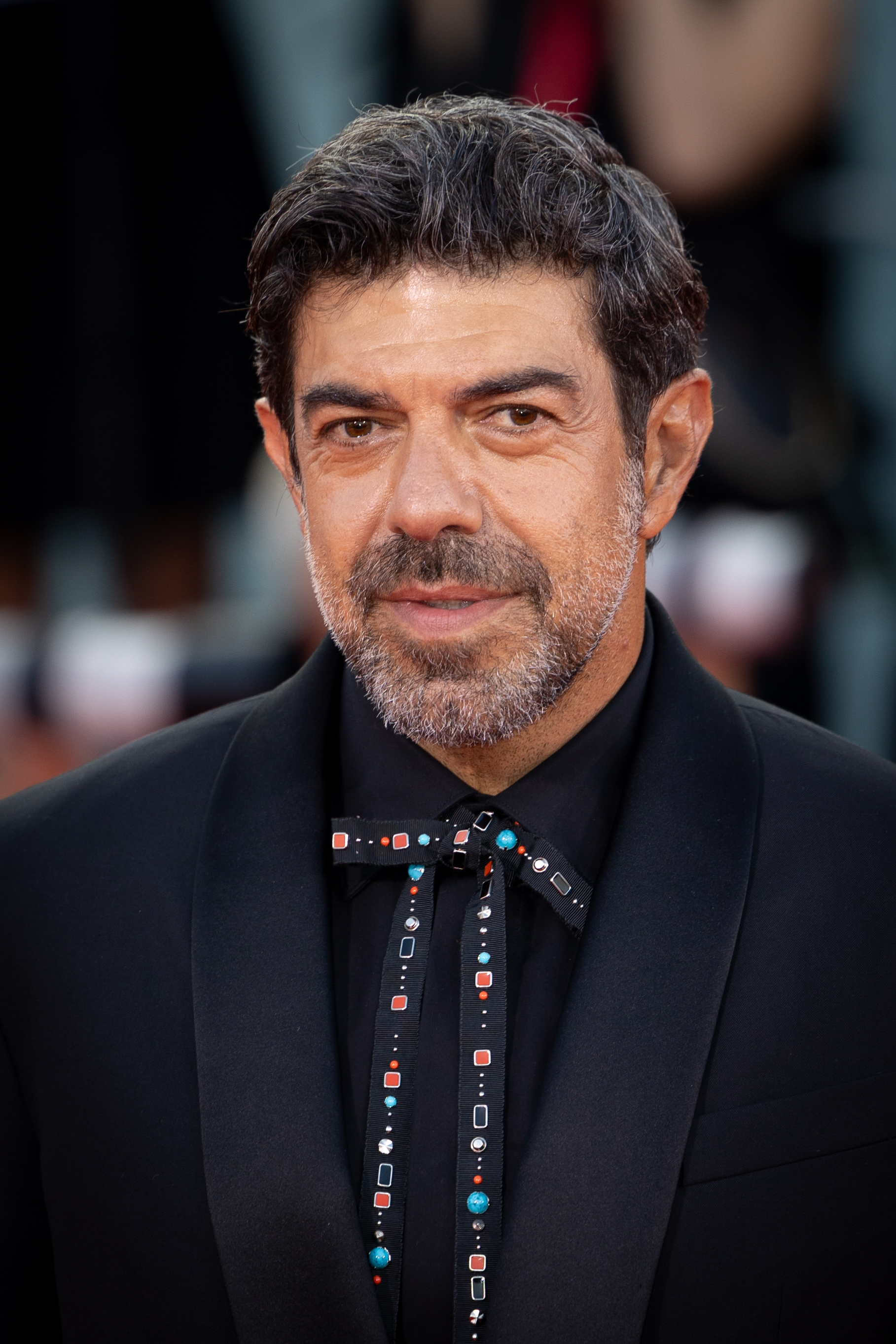
Pierfrancesco Favino (* 1969)

### Favo
- Favodon, Barthélémy (* 1898), französischer Sprinter
- Favola, Barbara (* 1955), US-amerikanische Politikerin (Demokratische Partei)
- Favoli, Hugo (1523–1585), niederländischer Arzt und Humanist
- Favon, Georges (1843–1902), Schweizer Journalist und Politiker
- Favonius Facilis, Marcus, römischer Centurio
- Favor Hamilton, Suzy (* 1968), US-amerikanische Leichtathletin
- Favor, Donald (1913–1984), US-amerikanischer Hammerwerfer
- Favorinus, römischer Philosoph und Redner
- Favorite (* 1986), deutscher Rapper
- Favors, Derrick (* 1991), US-amerikanischer Basketballspieler
- Favors, Eric (* 1996), irischer Leichtathlet
- Favors, Floyd (* 1963), US-amerikanischer Boxer
- Favors, Malachi (1937–2004), amerikanischer Jazz-Bassist
- Favory, André (1888–1937), französischer Maler und Illustrator

### Favr
- Favras, Thomas de Mahy de (1744–1790), Leutnant in der Schweizergarde des Grafen von Provence und Opfer eines politischen KomplottsThomas de Mahy de Favras (1744–1790)

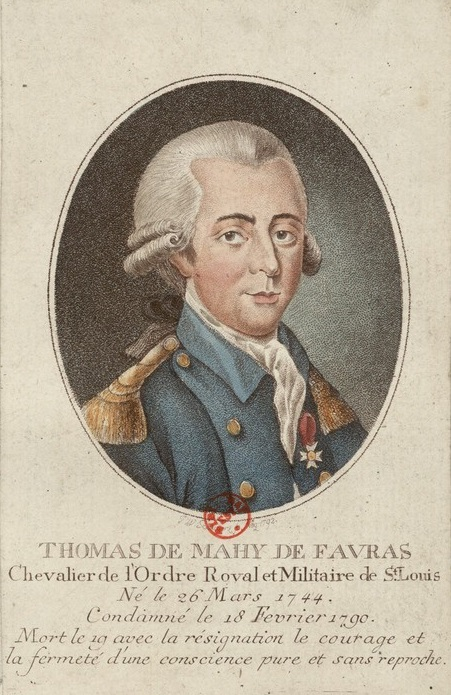
Thomas de Mahy de Favras (1744–1790)

- Favrat, Franz Andreas von (1733–1804), preußischer General der Infanterie
- Favre Accola, Valérie (* 1973), Schweizer Politikerin (SVP)
- Favre, Adeline (1908–1983), Schweizer Hebamme
- Favre, Adrien (1905–1992), Schweizer Politiker
- Favre, Alice (1851–1929), Schweizer Philanthropin und Frauenrechtlerin
- Favre, Alphonse (1815–1890), Schweizer Geologe
- Favre, Anthony (* 1970), französischer Telemarker
- Favre, Anthony (* 1984), Schweizer Fussballspieler
- Favre, Antoine (1557–1624), savoyardischer Rechtsgelehrter
- Favre, Aurelia (* 1949), Schweizer Politikerin
- Favre, Betty (1918–1977), Schweizer Bergsteigerin, Fotografin und Autorin
- Favre, Brendan (* 1999), schweizerischer Basketballspieler
- Favre, Brett (* 1969), US-amerikanischer American-Football-SpielerBrett Favre (* 1969)

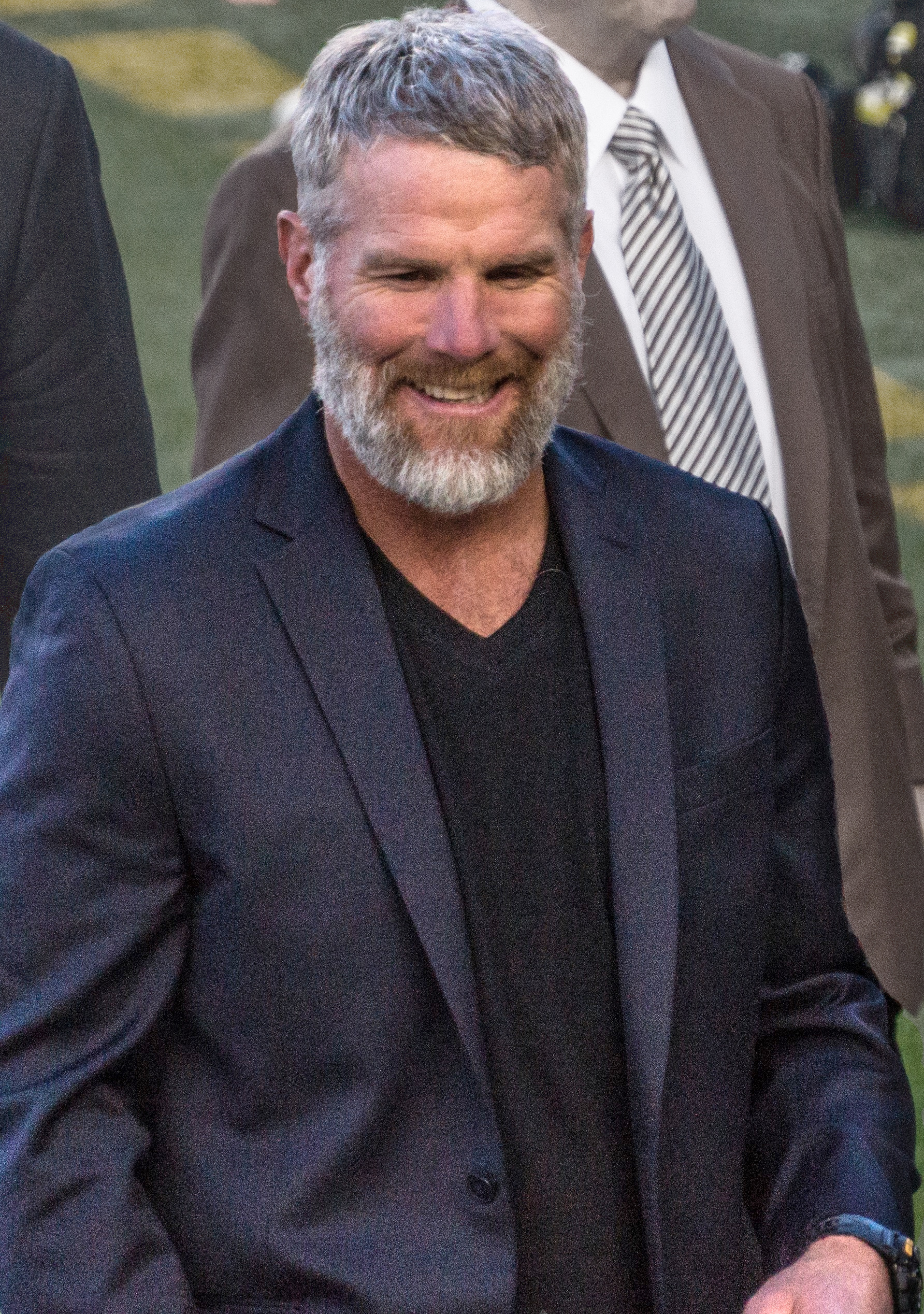
Brett Favre (* 1969)

- Favre, Carlo (* 1949), italienischer Skilangläufer
- Favre, Charles († 1553), französischer Theologe und Märtyrer
- Favre, Charles (* 1957), Schweizer Politiker (FDP)
- Favre, Charles (* 1973), französischer Mathematiker
- Favre, Corinne (* 1968), französische Skibergsteigerin und Bergläuferin
- Favre, Edmond (1812–1880), Schweizer Jurist und Politiker
- Favre, Florian (* 1986), Schweizer Jazzmusiker (Piano, Komposition)
- Favre, Frédéric (* 1979), Schweizer Politiker (FDP.Die Liberalen) und Staatsrat
- Favre, Guillaume (1770–1851), Schweizer Offizier, Gelehrter, Politiker und Mäzen
- Favre, Guillaume (* 1979), Schweizer Schriftsteller
- Favre, Henry (1901–1966), Schweizer Wasserbauingenieur
- Favre, Jacques (1921–2008), französischer Fußballspieler und -trainer
- Favre, Jean-Baptiste (1727–1783), französischer Schriftsteller okzitanischer Sprache
- Favre, John (1911–1983), Mitglied der Geschäftsleitung der Schweizerischen Bundesbahnen
- Favre, Jules (1809–1880), französischer Politiker
- Favre, Julie (1833–1896), französische Pädagogin
- Favre, Laurent (* 1972), Schweizer Politiker (FDP)
- Favre, Louis (1826–1879), Schweizer Ingenieur, verantwortlich für den Bau des Gotthardtunnels
- Favre, Louis-Eugène (1816–1861), Schweizer Politiker und Richter
- Favre, Lucien (* 1957), Schweizer Fussballspieler und FussballtrainerLucien Favre (* 1957)

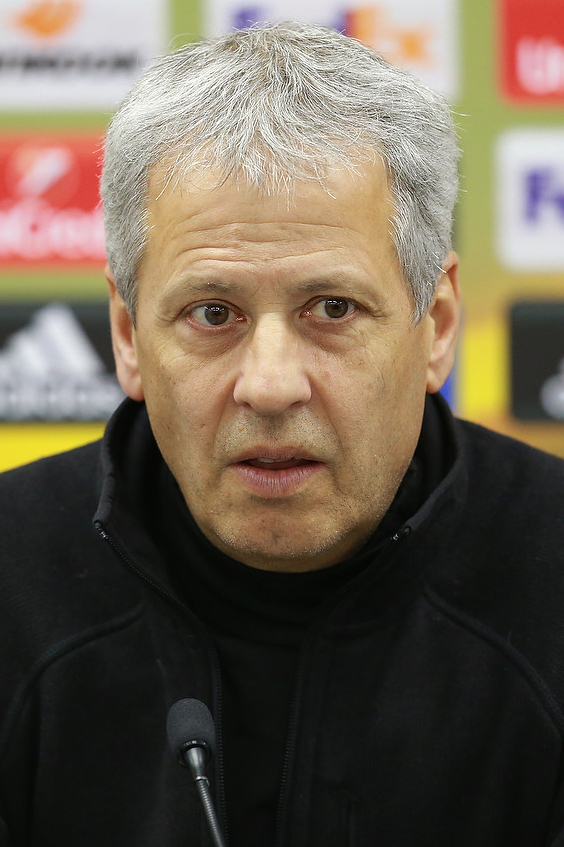
Lucien Favre (* 1957)

- Favre, Oliver (1957–2017), Schweizer Skispringer
- Favre, Patrick (* 1972), italienischer Biathlet
- Favre, Philippe (1961–2013), Schweizer Automobilrennfahrer
- Favre, Pierre (* 1937), Schweizer Perkussionist und Jazz-Schlagzeuger
- Favre, Pierre Antoine (1813–1880), französischer Chemiker
- Favre, Titus de († 1745), deutscher Architekt und Oberbaudirektor
- Favre, Valérie (* 1959), schweizerische Bildende Künstlerin und Hochschullehrerin
- Favre, William (1843–1918), Schweizer Politiker, Offizier und Mäzen
- Favre, Willy (1943–1986), Schweizer Skirennfahrer
- Favre, Yves-Alain (1937–1992), französischer Romanist und Literaturwissenschaftler
- Favre-Moretti, Cristina (* 1963), Schweizer Skibergsteigerin
- Favreau, François (1929–2021), französischer Geistlicher, römisch-katholischer Bischof von Nanterre
- Favreau, Guy (1917–1967), kanadischer Politiker
- Favreau, Jon (* 1966), US-amerikanischer Schauspieler, Produzent und RegisseurJon Favreau (* 1966)

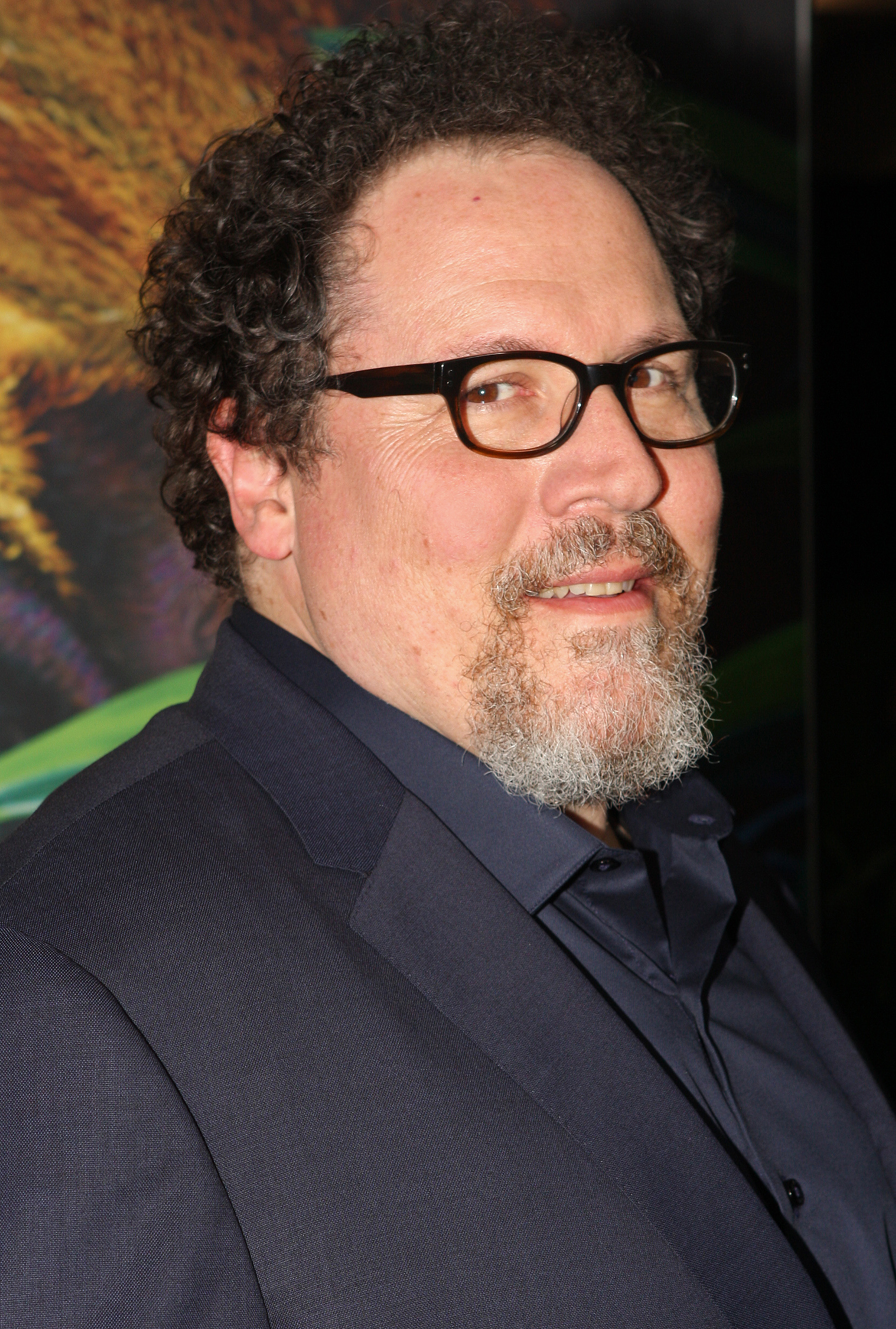
Jon Favreau (* 1966)

- Favreau, Jon (* 1981), US-amerikanischer Ghostwriter, Redenschreiber von Barack Obama
- Favreau, Karl Friedrich (1821–1869), preußischer Verwaltungsbeamter und Landrat
- Favreau-Lilie, Marie-Luise (* 1948), deutsche Historikerin
- Favretto, Giacomo (1849–1887), italienischer Maler
- Favreuille, Julien (1972–2025), französischer Jazzmusiker (Saxophon)
- Favrod, Charles-Henri (1927–2017), Schweizer Autor
- Favrot, George K. (1868–1934), US-amerikanischer Politiker
- Favrot, Thibaut (* 1994), französischer Skirennläufer